# Gnathia serrulatifrons
Gnathia serrulatifrons är en kräftdjursart som beskrevs av Théodore Monod 1926. Gnathia serrulatifrons ingår i släktet Gnathia och familjen Gnathiidae. Inga underarter finns listade i Catalogue of Life.